# Triều đại Alaouite
Vương triều 'Alawi (tiếng Ả Rập: سلالة العلويين الفيلاليين, chuyển tự La tinh: sulālat al-ʿalawiyyīn al-fīlāliyyīn) – cũng được dịch sang tiếng Anh là Alaouite, 'Alawid, Alawite  – là vương tộc trị vì Vương quốc Ma Rốc hiện tại. Họ là một triều đại Sharif Ả Rập và tuyên bố có nguồn gốc từ nhà tiên tri Hồi giáo Muhammad thông qua cháu trai của ông, Hasan ibn Ali. Tổ tiên của họ ban đầu di cư đến vùng Tafilalt, thuộc Ma Rốc ngày nay, từ Yanbu trên bờ biển Hejaz vào thế kỷ XII hoặc XIII.
Triều đại lên nắm quyền vào thế kỷ XVII, bắt đầu với Mawlay al-Sharif, người được tuyên bố là sultan của Tafilalt vào năm 1631. Con trai của ông là Al-Rashid, cai trị từ năm 1664 đến 1672, đã có thể thống nhất và bình định đất nước sau một thời gian dài của sự chia rẽ khu vực do sự suy yếu của Vương triều Saadi. Anh trai của ông, Isma'il, đã có một thời kỳ cai trị trung ương tập quyền mạnh mẽ từ năm 1672 đến năm 1727, một trong những vị quốc vương tại vị lâu nhất so với bất kỳ quốc vương Ma Rốc nào. Sau cái chết của Isma'il, đất nước rơi vào tình trạng hỗn loạn khi các con trai của ông tranh giành quyền kế vị, nhưng trật tự đã được thiết lập lại dưới triều đại lâu dài của Muhammad ibn Abdallah vào nửa sau của thế kỷ XVIII. Thế kỷ XIX được đánh dấu bằng ảnh hưởng ngày càng tăng của các cường quốc châu Âu.
Vương tộc 'Alawis cai trị với tư cách là các quốc vương có chủ quyền cho đến năm 1912, khi chế độ bảo hộ của Pháp và chế độ bảo hộ của Tây Ban Nha được áp đặt lên Ma Rốc. Các quân chủ của Nhà 'Alawis được giữ lại như những vị vua tượng trưng dưới chế độ thuộc địa nửa phong kiến. Khi đất nước giành lại độc lập vào năm 1956, Mohammed V, người đã ủng hộ chính nghĩa dân tộc chủ nghĩa, đã tiếp tục 'vai trò của người Nhà 'Alawi với tư cách là nguyên thủ quốc gia độc lập. Ngay sau đó, vào năm 1957, ông lấy danh hiệu "Vua" thay vì "Sultan". Những người kế vị của ông, Hassan II và Mohammed VI (vị vua đang trị vì hiện tại), đã tiếp tục cai trị vương triều dưới cùng một danh hiệu. Ngày nay, chính phủ Ma Rốc chính thức là một chế độ quân chủ lập hiến, nhưng nhà vua vẫn giữ quyền lực độc đoán mạnh mẽ đối với nhà nước và các vấn đề công cộng, bất chấp một số cải cách chính trị trong những thập kỷ gần đây.